# Bugatti Divo
El Bugatti Divo es un automóvil superdeportivo cupé de dos puertas biplaza, con motor central-trasero montado longitudinalmente y tracción en las cuatro ruedas, desarrollado y producido de 2019 a 2021 por el fabricante Bugatti Automobiles S.A.S., subsidiaria del Grupo Volkswagen.
Su nombre es un homenaje al piloto francés Albert Divo, quien corrió para Bugatti en la década de 1920, venciendo dos veces en la carrera Targa Florio.

## Características y especificaciones
Está inspirado en el Bugatti Type 57SC Atlantic y en el Bugatti Vision Gran Turismo, de los que se ha tomado como punto de partida el diseño y el rendimiento en pista como referencias principales. Incluye un nuevo sistema de escape con cuatro tubos de sección cuadrada, un alerón trasero fijo de 1,8 m (70,9 pulgadas) de ancho, un 23% mayor que el ala retráctil del Chiron, un conducto NACA en el techo para canalizar el flujo de aire a la parte trasera del coche sobre una aleta central y, finalmente, el alerón trasero para mejorar la carga aerodinámica. Además, incorpora un gran alerón delantero, más refinado; faldones laterales; grandes tomas de aire en la parte frontal; nuevos faros y calaveras traseras; una toma de ventilación en el cofre del motor para mejorar la refrigeración del radiador; y rejillas de ventilación en los pasos de rueda delanteros para ventilar los frenos.
El interior es relativamente similar al de los más lujosos Chiron, aunque incluye adornos en alcantara y fibra de carbono para ahorrar peso.
Otros cambios notables incluyen muelles y amortiguadores más rígidos; fibra de carbono en los limpiaparabrisas y en la cubierta del intercooler; ranurado de los radios de las ruedas; reducción del material de aislamiento de sonido; un equipo de sonido más ligero; y la eliminación de las repisas de almacenamiento presentes en las puertas y en la consola central, reduciendo 35 kg (77 libras) de peso con respecto al Chiron Sport.
El motor W16 con cuádruples turbocompresores es de 7993 cm³ (8 L; 487,8 plg³) con un diámetro x carrera de 86 x 86 mm (3,39 x 3,39 plg) que, junto con la caja de cambios de doble embrague de 7 velocidades, proceden del Chiron.

## Rendimiento

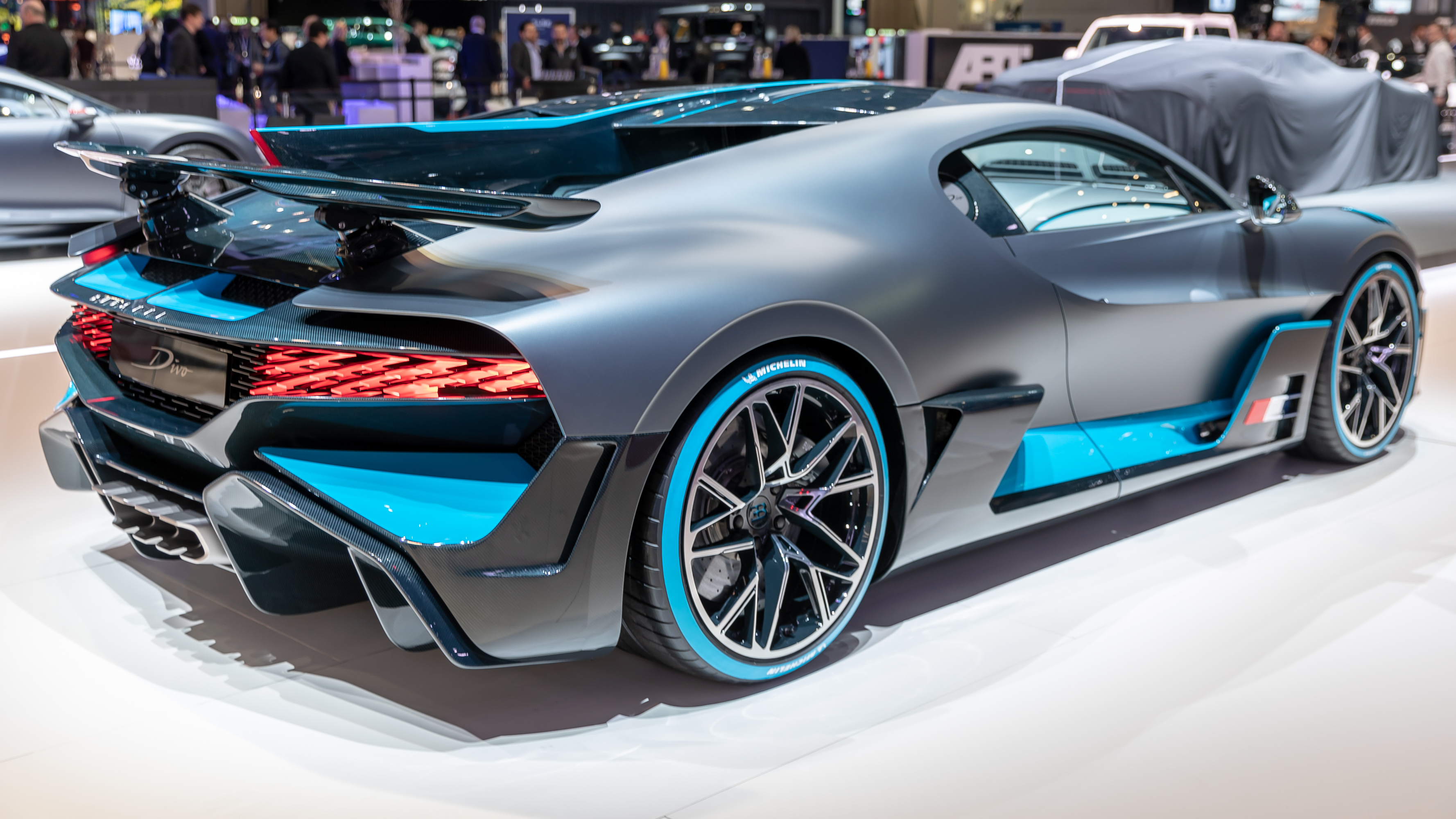
En el Salón del Automóvil de Ginebra de 2019, en Le Grand-Saconnex.

Es de 8.0 segundos más rápido que el Chiron en la prueba en el circuito de Nardò, de acuerdo con el fabricante y genera 456 kg (1005 libras) de carga aerodinámica a velocidad máxima, 90 kg (198 libras) más que el Chiron. Sin embargo, la velocidad máxima se limita a 236 mph (380 km/h), debido a la resistencia producida por su aerodinámica y a la excesiva presión en los neumáticos resultante de su menor altura.
La potencia de salida es igual que la del Chiron, con 1103 kW (1500 CV; 1479 HP) a las 6700 rpm y un par máximo de 1600 N·m (1180 lb·pie) entre las 2000 y 6000 rpm.
La aceleración de 0 a 100 km/h (62 mph) también coincide con la del Chiron en 2.4 segundos, pero el Divo es capaz de absorber una mayor aceleración lateral de 1.6 g contra 1.5 g del Chiron.
Sus emisiones de CO2 en el ciclo NEDC son de 553 g (19,5 onzas)/km, mientras que en el ciclo WLTP son de 506 g (17,8 onzas)/km. Además, carece del modo desbloqueado de la velocidad máxima con una llave especial presente en el Chiron.

## Producción
Su producción está limitada a 40 unidades y sería construido junto al Chiron en la fábrica de Bugatti, las cuales fueron todas vendidas con antelación a su presentación en público ante propietarios del Chiron, a través de una invitación especial por parte de los distribuidores, es decir, se vendió por completo en su primer día de disponibilidad. Su precio base fue de 5 000 000 € o US$5 800 000 (equivalente a $7 037 477 en 2023), alrededor de dos veces el precio habitual de un Chiron.
El último salió de la fábrica a finales de julio de 2021 luciendo un tono azul brillante EB 110 LM, que se combina con elementos en azul oscuro Dark Blue Carbon en las defensas frontales y traseras, el marco del motor trasero y el alerón de la parte trasera.